# Careless Whisper
〈Careless Whisper〉는 영국의 싱어송라이터 조지 마이클과 그의 왬! 파트너인 앤드루 리즐리가 부른 팝 발라드이다(때때로 일본, 캐나다, 미국에서 "Wham! featuring George Michael"이라고 했다). 그 곡은 1984년 7월 24일 영국, 일본, 그리고 다른 나라들의 에픽 레코드와 북미의 컬럼비아 레코드에 의해 공개되었다. 이 곡은 조지 마이클이 왬!에서 계속 공연하고 있었음에도 불구하고, 조지 마이클의 첫 번째 솔로곡이었다(이 노래는 왬!의 음반 《Make It Big》에 포함되어 있다).
이 곡은 뛰어난 색소폰 리프를 특징으로 하고 있으며, 첫 싱글 이후 많은 아티스트들이 이 곡에 수록하고 있다. 그 곡은 싱글로 발매되었고 대서양 양쪽과 태평양 양쪽 모두에서 큰 상업적 성공이 되었다. 이 곡은 거의 25개국에서 1위에 올랐으며 전 세계적으로 약 6백만 부가 팔렸고 그 중 2백만 장이 미국에서 판매되었다.

## 뮤직 비디오
공식 뮤직 비디오(전체 음반 버전 대신 짧은 싱글 버전을 사용하고 이전에 〈Wake Me Up Before You Go-Go〉를 감독했던 던컨 깁스가 감독한)는 불륜에 대한 한 남자의 죄책감과 그의 파트너(리사 스탈)가 알게 될 것임을 보여준다. 매들린 앤드루 호지는 조지를 멀리 유인하는 여자 역을 맡았다. 1984년 2월 플로리다주 마이애미 로케이션에서 촬영되었으며 코코넛 그로브와 왓슨 아일랜드 같은 로케이션들이 등장한다. 이 비디오의 마지막 부분은 마이클이 마이애미 그로브 타워의 꼭대기 층 발코니 밖으로 몸을 숙이는 것을 보여준다.
비디오의 첫 번째 원본은 제리 웩슬러 1983 버전으로 편집되었고, 어두운 머리의 조지에게 편지를 건네주는 카메오로 앤드루가 출연했다. 이 버전은 더 상세한 줄거리를 가지고 있었지만 나중에 다시 편집되었다.
프로듀서 존 로즈먼에 따르면, 비디오의 제작은 "빌어먹을 재앙"이었다고 한다. 마이클의 공동 주연인 리사 스탈은 "그들이 우리의 키스 장면을 잃어버려서 우리는 그것을 다시 촬영해야 했고, 저는 그것에 대해 불평하지 않았습니다. 그리고 조지는 그의 머리가 마음에 들지 않는다고 결정했고, 우리는 더 많은 장면들을 촬영해야 했습니다."
밴드가 비디오를 "망쳤다"고 느끼자 마이클이 무대에서 노래를 부르는 장면이 런던의 라이시엄 극장에서 촬영되었다. 1984년 버전은 2009년 10월 24일 조지 마이클 유튜브 채널에 공식적으로 업로드되었다. 2021년 현재 7억 뷰 이상을 기록하고 있다.

## 곡 목록
전체 작사·작곡: 조지 마이클, 앤드루 리즐리
| #  | 제목                                | 재생 시간 |
| -- | ----------------------------------- | --------- |
| 1. | 〈Careless Whisper〉 (Single Edit)  | 5:04      |
| 2. | 〈Careless Whisper〉 (Instrumental) | 5:02      |

| #  | 제목                                | 재생 시간 |
| -- | ----------------------------------- | --------- |
| 1. | 〈Careless Whisper〉 (Extended Mix) | 6:31      |
| 2. | 〈Careless Whisper〉 (Instrumental) | 5:02      |

| #  | 제목                                | 재생 시간 |
| -- | ----------------------------------- | --------- |
| 1. | 〈Careless Whisper〉 (Extended Mix) | 6:20      |
| 2. | 〈Careless Whisper〉 (Instrumental) | 4:52      |

| #  | 제목                 | 재생 시간 |
| -- | -------------------- | --------- |
| 1. | 〈Careless Whisper〉 | 4:50      |
| 2. | 〈Careless Whisper〉 | 4:50      |

## 인증
| 국가                                                            | 인증        | 판매량/출하량 |
| --------------------------------------------------------------- | ----------- | ------------- |
| 오스트레일리아 (ARIA)                                           | 2× 플래티넘 | 140,000       |
| 브라질 (Pro-Música Brasil)                                      | 플래티넘    | 60,000        |
| 캐나다 (뮤직 캐나다)                                            | 플래티넘    | 100,000^      |
| 덴마크 (IFPI Danmark)                                           | 골드        | 45,000        |
| 프랑스 (SNEP)                                                   | 실버        | 585,000       |
| 이탈리아 (FIMI)                                                 | 플래티넘    | 50,000        |
| 일본 (RIAJ)                                                     |             | 204,000       |
| 네덜란드 (NVPI)                                                 | 플래티넘    | 100,000^      |
| 영국 (BPI)                                                      | 플래티넘    | 1,500,000     |
| 미국 (RIAA)                                                     | 플래티넘    | 1,000,000^    |
| ^출하량을 기반으로 한 인증 · 판매량+스트리밍을 기반으로 한 인증 |             |               |